# Prawo bankowe
Prawo bankowe – zespół norm prawnych regulujących powstawanie, funkcjonowanie oraz zasady likwidowania instytucji bankowych (zwłaszcza banków), a także zasady funkcjonowania nadzoru bankowego.

## Prawo prywatne i publiczne
Prawo bankowe dzieli się na:
- prywatne prawo bankowe (prawo umów bankowych), regulujące zasady zawierania i wykonywania umów zawieranych przez klientów z bankami,
- publiczne prawo bankowe, regulujące bezwzględnie obowiązujące zasady funkcjonowania instytucji bankowych, jak np. dopuszczalne formy prawne funkcjonowania banków, zasady dotyczące utrzymania płynności finansowej banków.

## Ustawa Prawo bankowe
Prawo bankowe reguluje ustawa z dnia 29 sierpnia 1997 r. – Prawo bankowe (Dz.U. z 2023 r. poz. 2488).
Określa ona:
- zasady tworzenia i organizację banków,
- zasady podejmowania i prowadzenia działalności przez banki krajowe na terytorium państwa goszczącego oraz przez instytucje kredytowe na terytorium Rzeczypospolitej Polskiej,
- zasady zarządzania rachunkami bankowymi,
- zasady rozliczeń pieniężnych przeprowadzanych za pośrednictwem banków,
- zasady udzielania kredytów i pożyczek pieniężnych oraz zasady koncentracji zaangażowań,
- przepisy o gwarancjach bankowych, poręczeniach i akredytywach,
- zasady emisji bankowych papierów wartościowych,
- obowiązki i prawa banków,
- zasady zrzeszania się i łączenia banków,
- przepisy o funduszach własnych i gospodarce finansowej banków,
- zasady nadzoru bankowego, nad oddziałami instytucji kredytowych i nadzoru skonsolidowanego,
- tryb postępowania naprawczego, likwidacyjnego i upadłościowego banków,
- zasady odpowiedzialności cywilnej i karnej banków.

Ustawę nowelizowano wielokrotnie. Ostatnia zmiana weszła w życie w 2025 roku. 1 listopada 2015 roku weszła w życie zmiana w związku z ustawą o nadzorze makroostrożnościowym nad systemem finansowym i zarządzaniu kryzysowym w systemie finansowym, będąca implementacją do polskiego porządku prawnego dyrektywy Parlamentu Europejskiego i Rady nr 2013/36/UE oraz dostosowująca prawo krajowe do rozwiązań przewidzianych w rozporządzeniu Parlamentu Europejskiego i Rady nr 575/2013.